# Orda (Warcraft)
L'Orda (Horde) è una delle due fazioni principali presenti nell'universo di Warcraft creato da Blizzard Entertainment, ed è la controparte dell'Alleanza. L'Orda originale ha avuto origine nel pianeta di Draenor, in seguito alla corruzione degli orchi da parte della Legione Infuocata, ed è durata fino alla fine della Seconda Guerra. Durante la Terza Guerra è nata la Nuova Orda, quella attuale presente in World of Warcraft.

## Storia
La storia dell'Orda è molto lunga: l'Orda originale non era altro che un'enorme e sanguinaria macchina da guerra al servizio della Legione Infuocata, composta perlopiù da orchi, ma comprendente anche troll della foresta, ogre, goblin e i primi cavalieri della morte non morti. L'Orda attuale è decisamente più pacifica di quella originale. La più grande vittoria militare dell'Orda è stata sicuramente la distruzione del regno di Roccavento durante la Prima Guerra. Sebbene l'Orda avesse il coltello dalla parte del manico alla fine del conflitto, fu sconfitta e dispersa durante la Seconda Guerra, con gli orchi rinchiusi in campi d'internamento e i loro alleati ritornati alle loro terre. La liberazione degli orchi dai campi, ed in seguito anche dal controllo dei demoni, ha dato inizio alla Nuova Orda. La Nuova Orda ha ottenuto nuovi alleati, come tauren, gli elfi del sangue e reietti, e ottenuto grandi vittorie, come nella Terza Guerra, ed è una delle fazioni più potenti insieme con l'Alleanza.

### Origini
All'inizio, gli orchi erano un popolo pacifico che abitava il mondo di Draenor. Sullo stesso pianeta era giunto il popolo dei draenei, fuggiti dalla furia della Legione Infuocata. Quando Kil'jaeden, che li inseguiva da millenni, riuscì a localizzarli trovò anche gli orchi e li giudicò una razza perfetta da aggiungere alle schiere demoniache di Sargeras. Kil'jaeden contattò un potente sciamano, Ner'zhul, ingannandolo dicendogli di essere uno spirito (in maniera simile a come, molto tempo prima, Sargeras aveva ingannato Azshara e i suoi Eletti) e convincendolo ad abbandonare le vie sciamanistiche per divenire uno stregone. Quando Ner'zhul comprese il suo errore, ormai molti altri avevano seguito il suo stesso cammino. Ner'zhul si rifiutò di obbedire ancora a Kil'jaeden e questi lo rimpiazzò con il suo apprendista Gul'dan. Costui portò gli orchi, uniti ora in un'unica armata, a livelli di brutalità mai concepiti prima, e fece bere loro il sangue del demone Mannoroth, contaminando così gli orchi con l'energia demoniaca. Annessi anche i possenti ogre alla neonata Orda, Gul'dan la guidò contro i draenei, compiendo uno sterminio.
Gul'dan fondò anche il Concilio dell'Ombra, che raccoglieva i più potenti stregoni dell'Orda, e che divenne ben presto la forza governante dell'Orda intera. La maggioranza degli orchi, in effetti, ignorava l'esistenza stessa del Concilio. Priva di avversari dopo la guerra contro i draenei, gli orchi cominciarono a lottare fra di loro e Gul'dan comprese che doveva trovare ben presto altri nemici, o l'Orda si sarebbe distrutta da sola. Lo stregone venne provvidenzialmente contattato da un mago umano, Medivh, che gli offrì di aprire un portale verso il suo mondo, Azeroth, per permettere all'Orda di conquistarlo. Con la costruzione del Portale Oscuro l'Orda mise così piede ad Azeroth, dando inizio alla Prima Guerra.

### La Prima Guerra
La stragrande maggior parte degli orchi era completamente corrotta da energie demoniache. La prima vittoria contro gli umani del regno di Azeroth diede agli orchi un falso senso di superiorità, e si mossero rapidamente verso la capitale, Roccavento. Gul'dan, che cercava la Tomba di Sargeras, sperava che con la conquista della città Medivh gliene avrebbe rivelato la locazione. L'assalto a Roccavento fu però una completa disfatta, e i capi degli orchi cominciarono ad addossarsene a vicenda la colpa, rischiando di frantumare l'Orda in diverse fazioni. Gul'dan convinse così il Concilio dell'Ombra a nominare un capo dell'Orda: per il compito fu scelto Manonera, che comunque non era che un burattino nelle mani del Concilio. La nomina a capo di Manonera fu riportata su documenti scritti da alcuni orchi, come l'assassina Garona o Eitrigg (le fonti su quando venne nominato capo sono però discordanti: secondo alcune fu prima, e non dopo, la creazione del Portale Oscuro). Nello stesso periodo il clan dei Lupi Bianchi venne esiliato dall'Orda a causa dei suoi contrasti con le direttive di Manonera. I leader dei Lupi Bianchi, Durotan e Draka, si incontrarono con Orgrim Martelfato e lo convinsero che il Capo non era che una pedina di Gul'dan e degli stregoni, a cui non interessava niente degli orchi. Durotan e Draka vennero assassinati da membri della scorta assegnata loro da Martelfato, ma leali a Manonera, e il loro figlio neonato venne lasciato a morire.
Supportata anche dai chierici della Contea del Nord e dai maghi del Kirin Tor, gli umani sembravano avere la vittoria in pugno, ma ad un punto cruciale della guerra lord Anduin Lothar, comandante delle forze umane, scomparve. Senza Lothar, gli umani si ritirarono dietro alle mura di Roccavento; Lothar, che era andato a cercare un manufatto nelle Miniere della Morte delle Marche Occidentali, era stato catturato e, una volta liberato, ritornò brevemente, scacciando gli orchi, per poi scomparire di nuovo. Questa volta, assieme a Garona e all'apprendista mago Khadgar, si era diretto a Karazhan per uccidere Medivh, che sua madre Aegwynn aveva scoperto essere la causa dell'arrivo degli orchi ad Azeroth. Gul'dan cercò di carpire la locazione della Tomba di Sargeras dalla mente del mago mentre veniva ucciso, ma la reazione psichica che ne seguì lo mandò in coma.
Subito dopo Garona tornò a Roccavento ed uccise re Llane Wrynn I. Con la sua morte, la morale delle truppe umane cadde, e la città con essa. Lothar arrivò in tempo solo per raccogliere i sopravvissuti e portarli a Lordaeron via nave, attraverso il Grande Mare. Con Gul'dan ancora in coma, Orgrim Martelfato uccise Manonera e ne prese il posto come capo dell'Orda. Torturando Garona, Orgrim aveva scoperto dell'esistenza e delle macchinazioni del Concilio dell'Ombra e, con un attacco a sorpresa alla cittadella dove gli stregoni si ritrovavano, ne massacrò la maggior parte. Al suo risveglio, Gul'dan si trovò costretto a giurare fedeltà a Martelfato, se pur pianificando la sua vendetta.

### La Seconda Guerra
Guidati da Martelfato, gli orchi inseguirono gli umani nel nord del Regni Orientali, raccogliendo anche alleati sulla strada, come i troll guidati da Zul'jin e i mercenari goblin. Contattato nuovamente da Kil'jaeden, Gul'dan imparò come resuscitare i caduti in battaglia per farli combattere nuovamente. Inoltre, utilizzando il potere di una pietra runica recuperata a Caer Darrow (nelle attuali Terre Infette Occidentali), Gul'dan riuscì a creare gli ogre maghi. In seguito convinse Martelfato che Rend e Maim, i figli di Manonera, stavano complottando contro di lui. Orgrim si sbarazzò allora dei due orchi e dei loro seguaci, indebolendo così l'Orda del supporto della cavalleria che Rend e Maim controllavano. Per rimpiazzarli, Gul'dan si offrì di creare una schiera di cavalieri non morti, cosa che Martelfato accettò volentieri. Ponendo così gli spiriti dei suoi ex colleghi del Concilio dell'Ombra dentro ai cadaveri dei cavalieri umani, Gul'dan creò i primi cavalieri della morte della storia di Azeroth, primo fra tutti Teron Malacarne.
Nonostante la creazione degli ogre maghi e dei cavalieri della morte, però, l'Orda si dimostrò incapace contro i cavalieri di grifoni che i nani del clan Gramartello avevano portato alla neonata Alleanza di Lordaeron. La soluzione fu portata dallo sciamano Zuluhed, che era entrato in possesso del potente manufatto noto come Anima dei Demoni. Incapace di usarlo, si rivolse allo stregone del clan delle Fauci di Drago Nekros Sfasciateste, che lo usò per schiavizzare la regina dei draghi rossi Alexstrasza. Sotto la minaccia della morte di Alexstrasza, i draghi rossi furono costretti a servire l'Orda, fornendo l'appoggio aereo di cui necessitava. Gul'dan aveva nel frattempo scoperto al locazione della Tomba di Sargeras, ed il suo clan e quello di Cho'gall disertarono, privando l'Orda del supporto magico. Lo stregone venne ucciso dai demoni che abitavano la tomba, mentre i due clan vennero distrutti dalle forze aeree di Martelfato per punizione; Cho'gall riuscì a fuggire e riparò a Silitus.
Le forze dell'Alleanza, guidate da Lothar e dai paladini della Mano d'Argento di Uther riuscirono a farsi strada fino alla base dell'Orda, i Bastioni di Roccianera. Lothar morì durante la battaglia ma il suo luogotenente, Turalyon, raccolse le truppe e respinse l'Orda attraverso la Palude del Dolore fino nelle Terre Devastate. Nel frattempo il capo del clan dei Lupi Bianchi si era stabilito nelle Montagne d'Alterac. Un umano di nome Aedelas Blackmoore trovò il figlio di Durotan e Draka dopo il loro assassinio, ancora vivo, e lo prese con sé, chiamandolo Thrall.
Nelle Terre Devastate, intanto, l'Orda manteneva la posizione, rifiutando di attraversare il Portale Oscuro. Khadgar distrusse così il Portale e gli orchi, senza alcun posto dove fuggire, vennero quasi tutti catturati e internati, compreso Martelfato.

### L'invasione di Draenor
Kilrogg Occhiotetro, un eroe orco della Prima Guerra, riuscì ad aprire un nuovo portale per Draenor e a ritirarsi con gli orchi che avevano evitato la cattura al Portale Oscuro. L'Alleanza spedì dietro di loro le sue forze, guidate da Khadgar, Turalyon, Danath Cacciatroll, Alleria Ventolesto e Kurdran Granmartello, temendo che gli orchi potessero ritornare coi rinforzi. A Draenor, Occhiotetro si riunì con Ner'zhul, che aveva ripreso il controllo degli orchi rimasti, e cominciarono a pianificare la difesa contro l'Alleanza. Ner'zhul, però, decise di aprire diversi portali verso altri mondi da poter conquistare. La presenza di tutti i portali però fu eccessiva per il pianeta, e avvenne una catastrofe di proporzioni gigantesche. Draenor cominciò a frantumarsi, e Khadgar e gli altri si resero conto che, una volta raggiunto il culmine del cataclisma, esso avrebbe colpito anche Azeroth, e distrussero il portale restando a Draenor. Il pianeta fu poi sconvolto dalla catastrofe, e da quel momento divenne noto come "le Terre Esterne". Ner'zhul fu catturato da Kil'jaeden, che lo trasformò nel Re dei Lich.

### Internamento e Terza Guerra: la nascita della Nuova Orda
Molti orchi riuscirono a ritornare ad Azeroth prima che le forze di Khadgar distruggessero il portale; tra di essi il clan Cantaguerra, guidato da Grom Malogrido, che ben presto divenne fonte di noie per l'Alleanza. Orgrim Martelfato, che veniva tenuto rinchiuso al palazzo di re Terenas Menethil II, riuscì a fuggire e intraprese una vita da eremita. Anche Thrall fuggì da Forte Durnholde, nelle Alture di Colletorto, dove Blackmoore l'aveva cresciuto per farne un gladiatore. Avendo visto la condizione in cui si trovavano gli orchi, cioè un letargo apatico, Thrall cercò Malogrido che gli spiegò che gli orchi erano divenuti dipendenti dalla magia demoniaca, ed ora che ne erano privi non avevano più forze. In seguito Thrall ritrovò il clan dei Lupi Bianchi - dove venne addestrato come sciamano - ed incontrò anche Martelfato. Thrall, Orgrim e Grom, alla guida delle loro forze, cominciarono ad assediare i campi d'internamento e a liberare gli orchi. Martelfato cadde in battaglia negli Altopiani d'Arathi (presso un campo ora occupato dall'Orda e ribattezzato in sua memoria, "Requie del Martello"), e Thrall gli succedette come capo dell'Orda.
Gli orchi, che formavano sotto la guida di Thrall la Nuova Orda, evitarono il più possibile i conflitti con l'Alleanza, eccettuati i raid contro i campi d'internamento. Un giorno, Thrall venne visitato in sogno da Medivh, che gli disse di portare l'Orda ad ovest, attraverso il Grande Mare, alle terre di Kalimdor. Durante il viaggio gli orchi trovarono anche il primo dei loro attuali alleati, i troll della tribù Lanciascura. Poco dopo essere sbarcati nelle Terre Aride di Kalimdor, gli orchi aiutarono la popolazione nativa dei tauren nella loro lotta contro i centauri, forgiando così un'altra alleanza.
Dopodiché, le forze di Thrall e Grom si separarono per un po', e quelle di quest'ultimo si diressero a nord, nella foresta di Valtetra, per recuperare legname. Non appena il clan Cantaguerra cominciò ad abbattere gli alberi, venne aggredito dalle Sentinelle degli elfi della notte, per cui quella foresta era sacra. Sull'orlo della sconfitta, una figura familiare si fece viva per aiutare Grom e i suoi orchi: il demone Mannoroth, che offrì loro di bere il suo sangue, guadagnando così la forza per sconfiggere gli elfi. Non volendo perdere, Grom accettò. Gli elfi della notte vennero ricacciati indietro, ed il loro semidio Cenarius ucciso, ma il clan Cantaguerra era di nuovo sotto il controllo dei demoni. Thrall, aiutato dalle forze umane di guidate da Jaina Marefiero, catturò Grom, distrusse buona parte del clan Cantaguerra e lo liberò dall'influsso di Mannoroth. In seguito i due orchi andarono in cerca del demone, per porre fine una volta per tutte alla sua minaccia. Grom, sacrificandosi, riuscì ad ucciderlo. Quando la Legione Infuocata ed il Flagello dei non morti marciarono sul Monte Hyjal per distruggere l'Albero del Mondo l'Orda, gli elfi della notte e le truppe di Jaina unirono le forze, riuscendo a respingerne la minaccia.

### Dopo la Terza Guerra
In seguito alla battaglia del Monte Hyjal vennero fondate a Durotar la città di Orgrimmar e a Mulgore quella di Picco del Tuono, e con il neonato regno umano di Theramore venne stretta una specie di alleanza. Il padre di Jaina, il Grande Ammiraglio di Kul Tiras Daelin Marefiero, decise di andare a cercare la figlia, e scoperti gli orchi non esitò ad attaccarli, nonostante le preghiere di Jaina. Alla fine, la giovane incantatrice fu costretta a stare dalla parte degli orchi, e nella battaglia risultante Daelin Marefiero perse la vita. Quella battaglia rese chiaro a molti che la pace fra Orda e Alleanza era pressoché impossibile.
Sempre più schermaglie contribuirono alla rottura dei rapporti fra le due fazioni. A Lordaeron i Reietti non morti, guidati da Sylvanas Ventolesto e in perenne lotta con i regni umani circostanti, si unirono all'Orda, cosa che molti leader dell'Alleanza trovarono inaccettabile. Non molto tempo dopo, l'Orda e l'Alleanza unirono le forze per lottare contro la minaccia dei silitidi e dei loro signori, i qiraji: venne formata la "Forza di Kalimdor", un'armata guidata da Varok Faucisaure, Leoric von Zelding, Lynore Sferzabrezza, Malagav il Tattico e August Trucemartello, che riuscì a sconfiggere i Qiraji e ad eliminare il Dio Antico C'Thun. Con l'uscita della prima espansione di World of Warcraft, The Burning Crusade, all'Orda si sono uniti anche gli elfi del sangue di Quel'Thalas.

### La rottura definitiva con l'Alleanza e il Cataclisma
Durante la battaglia del Cancello dell'Ira una fazione di Reietti traditori guidati dal Gran Speziale Putress attaccò le armate sia del Flagello che dell'Orda e dell'Alleanza, facendo una strage, mentre Varimathras eseguì un colpo di stato a Sepulcra, costringendo Sylvanas alla fuga. Dopo la battaglia per Sepulcra, dove Varimthras e Putress sono stati sconfitti, il capo dell'Alleanza Varian Wrynn ha definitivamente dichiarato guerra all'Orda.
Dopo il Cataclisma, Thrall entrò a far parte dell'Circolo della Terra, per tentare di stabilizzare il Maelstrom, passando così la leadership dell'Orda a Garrosh Malogrido, cosa che non piacque molto agli altri leader dell'Orda. In questo periodo si unirono all'Orda anche i goblin del Cartello di Acqualorda guidati dal Principe del Commercio Jastor Gallywix.
Cairne Zoccolo Sanguinario sfidò a duello Garrosh, venendo ucciso a causa del tradimento di Magatha Totem Truce e del suo clan. I Totem Truce presero così il controllo di Picco del Tuono, per poi essere scacciati ed esiliati da Baine Zoccolo Sanguinario, che succedette al padre come leader dei tauren. Garrosh ha anche un forte disprezzo, ampiamente ricambiato, verso Sylvanas così come verso Vol'jin, tanto da far considerare a quest'ultimo di separare i troll Lanciascura dall'Orda. Anche Baine ed altri personaggi di rilievo, come l'arcidruido Hamuul Totem Runico ed Eitrigg, non hanno un'alta opinione di Garrosh, mentre è sconosciuta la relazione con Lor'themar Theron o Jastor Gallywix.

## Membri attuali

### Orchi
- Orchi di Orgrimmar, inizialmente guidati da Thrall, la forza trainante dell'Orda con base a Durotar. In seguito agli eventi di World of Warcraft: Cataclysm, Thrall ha affidato la guida dell'Orda a Garrosh Malogrido e successivamente a Vol'jin, e sono attualmente guidati da Sylvanas Ventolesto
- Clan dei Lupi Bianchi, guidato dal veggente Drek'Thar, con base nelle Montagne d'Alterac.
- Clan Cantaguerra, situato principalmente a Valtetra.
- Parte del Clan Manomozza, vi fanno parte molti degli assassini dell'Orda. Ha base ad Orgrimmar, a Durotar.
- Parte del Clan dei Guerci Insanguinati, guidato a Jorin Occhiotetro, con base a Nagrand, nelle Terre Esterne.
- Parte del Clan delle Fauci di Drago, con base nelle Alture del Crepuscolo.
- I Mag'har, orchi che non hanno mai subito la corruzione demoniaca. Sono guidati dalla Grande Madre Geyah e hanno base a Nagrand, nelle Terre Esterne.

### Reietti
- I Reietti, non morti liberi dall'influsso del Re dei Lich, guidati da Sylvanas Ventolesto. Hanno base a Sepulcra, nelle Radure di Tirisfal.
  - L'Ordine Reale degli Speziali (Royal Apothecary Society), un'organizzazione di alchimisti, guidata dal Maestro Speziale Faranell, composta prevalentemente da Reietti, sempre con base a Sepulcra.
  - I Profanatori, una fazione di Reietti che cerca di controllare gli Altopiani d'Arathi, guidata dalla Sposa Nera.
  - Alcuni altri non morti guidati da Sylvanas, fra cui abomini, banshee e val'kyr.

### Tauren
- Le tribù dei tauren, capitanate da Baine Zoccolo Sanguinario, con base a Picco del Tuono, Mulgore.

### Troll
- Tribù Lanciascura, con base sulle Isole dell'Eco a Durotar, guidata da Vol'jin.
- Tribù Zannatorta, ufficialmente indipendente, non è parte dell'Orda ma ne è amica[15]. È guidata da Primal Torntusk e ha base a Revantusk Village, nelle Entroterre.
- Tribù Lanciarotta, guidata da Jor'kil lo Squarta Anime, con base al Villaggio dei Lanciarotta, a Rivafosca.

### Elfi del sangue
- Gli elfi del sangue di Quel'Thalas guidati da Lor'themar Theron, con base a Lunargenta, nei Boschi di Cantoeterno.
  - I Lungopasso, ranger degli elfi del sangue, attivi soprattutto a Lunargenta e nelle Terre Spettrali, guidati da Halduron Alachiara.
  - I Cavalieri del Sangue, paladini elfi del sangue, guidati da Dama Liadrin.
  - I Predatori del Sole, elfi del sangue di Dalaran, guidati dall'arcimago Aethas. Hanno base a Dalaran, nella Foresta di Cristallo, ed è grazie ad essi se l'Orda ha libero accesso alla città.
  - Il Circolo del Reliquiario, un antico ordine dedito alla raccolta di manufatti, guidato dal Gran Esaminatore Tae'thelan Mirasangue.

### Goblin
- Il Cartello di Acqualorda, una delle fazioni commerciali dei goblin, guidata dal Principe del Commercio Jastor Gallywix.
  - Gli hobgoblin, goblin modificati tramite l'alchimia.

### Altre forze dell'Orda
- I Taunka, una sottorazza di tauren nativa di Nordania, guidati da Roanauk Fosco Gelo, con base ad Foscogelo (ora in rovina), a Dracombra.
- Gli Ogre del clan Mazzapietra, guidati da Tharg, con base a Felcimura nelle Acquemorte.
- Il clan Mok'Nathal, composto prevalentemente da mezzogre e guidato da Leoroxx, con base a Mok'Nathal, nelle Montagne Spinaguzza.
- La quasi totalità dei mezzi-ogre e mezzi-orchi di Azeroth sono schierati con l'Orda.
- I Tuskarr hanno siglato un patto di mutua assistenza con l'Orda; tuttavia, rimangono neutrali e non sono schierati con nessuna delle due fazioni.
- Alcuni Hozen della foresta, guidati da Kah Kah si sono alleati all'Orda.

## Organizzazione e società
Nonostante il nome, l'Orda è un'entità più centralizzata dell'Alleanza, avendo Orgrimmar come centro e Thrall come leader indiscusso, che controlla anche le tribù di tauren e troll. Thrall accetta consiglieri e ambasciatori di ogni razza, così da poter estendere la sua influenza su tutti i membri dell'Orda. Come capoguerra invece Garrosh si è dimostrato molto più audace e guerrafondaio nei confronti delle altre fazioni, nonché intransigente verso molte razze dell'Orda, come i troll. Questa cosa ha gettato molto discredito sull'Orda e ora Vol'jin deve cercare di riguadagnare il rispetto perso.
L'Orda è una potente macchina da guerra, ma sotto la direzione di Thrall ha sempre cercato di evitare i conflitti con l'Alleanza, anche se le schermaglie degli orchi contro gli elfi della notte nella Forra dei Cantaguerra e contro i nani nella Valle d'Alterac, e la lotta per la supremazia fra i Reietti e gli umani nel Bacino d'Arathi sono proseguite incessantemente. Le due fazioni, comunque, erano ufficialmente in pace - in realtà si trattava di una guerra fredda - fino alla dichiarazione di guerra dell'Alleanza in seguito alla battaglia per Sepulcra. Ha tuttavia subito un durissimo colpo dopo l'assedio di Orgrimmar, una consistente parte di orchi, troll e tauren ha infatti perso la vita nella guerra, inoltre la militarizzazione estrema di Garrosh ha utilizzato gran parte delle risorse a disposizione dell'Orda stessa, riducendo, se non di nome almeno di fatto, la sua potenza complessiva, a vantaggio della rinnovata e coesa Alleanza.
A dispetto dell'aspetto inumano, la maggioranza delle razze e dei membri dell'Orda non è malvagia. Culturalmente, gli orchi e i tauren credono nella redenzione molto più di tutte le altre razze di Azeroth, e sono propensi a dare a chiunque una seconda possibilità, che è anche il motivo per cui i Reietti sono entrati a far parte dell'Orda. I troll della tribù Zannatorta, alleati solo ufficiosamente con l'Orda, sembrano tollerare la presenza al suo interno degli elfi del sangue e dei troll Lanciascura, un tempo loro nemici.

### Divisioni interne
Sebbene ufficialmente, anche in World of Warcraft, l'Orda sia una sola fazione, al suo interno è spaccata in almeno due correnti di pensiero. Entrambe le correnti servono l'Orda lealmente, ma hanno fini differenti: la prima corrente considera Thrall un eroe, e crede che l'essersi uniti all'Alleanza durante la Terza Guerra sia stata una scelta saggia e giusta, che ha contribuito a salvare il mondo. L'Orda, secondo questa parte, sta percorrendo il sentiero migliore. L'altra corrente di pensiero crede che Thrall abbia tradito l'Orda alleandosi con gli umani, e la considerano corrotta e debole. I membri di questa corrente di pensiero cercano in tutti i modi di recuperare la gloria che considerano perduta, e sperano un giorno di eliminare quei membri dell'Orda che fanno parte della prima corrente. I membri dell'Orda possono essere di qualsiasi classe, ma quelli che sostengono l'Orda com'è ora non saranno mai stregoni, e quelli che la denunciano non saranno mai sciamani.
Inoltre, se la quasi totalità delle forze dell'Orda a Kalimdor (cioè orchi, troll e tauren) sono fedeli a Thrall e seguono la sua strada, quelle situate nei Regni Orientali non lo fanno. In particolare i Reietti, anche se ufficialmente alleati con l'Orda, servono solo sé stessi, e la maggioranza di essi ha fini malvagi. Gli elfi del sangue, anche se non malvagi, sono aggressivi e non esitano ad attaccare i loro nemici. Thrall comunque tiene sempre un occhio vigile su questi pericolosi alleati; in particolare, dopo il tradimento di alcuni membri dell'Ordine Reali degli Speziali alla battaglia del Cancello dell'Ira, le guardie d'élite di Orgrimmar, i Kor'kron, sono stati mandati a sorvegliare Sepulcra, in particolare proprio il Quartiere degli Speziali. Con l'ascesa di Garrosh Malogrido tuttavia la situazione è precipitata: con la formazione della sua Vera Orda, essa si è divisa in quelli a lui fedeli, e quelli contro, la maggioranza. Dopo la fine dell'assedio di Orgrimmar e la destituzione di Garrosh tuttavia l'Orda e tornata unita, eliminando in parte i traditori, sotto la guida di Vol'jin.

## Le altre Orde

### L'Orda Demoniaca
Il termine Orda Demoniaca (Fel Horde) viene usato dalle forze dell'Alleanza e dell'Orda per indicare i Vilorchi (Fel Orcs) che vivono nella Penisola del Fuoco Infernale, in particolare dentro la Cittadella del Fuoco Infernale. Di fatto, si tratta dei membri dell'Orda originale che rimasero a Draenor dopo la distruzione del Portale Oscuro, e che sono stati corrotti dalle energie del signore delle fosse Magtheridon. Magtheridon era stato sconfitto ed imprigionato da Illidan Grantempesta, così da poter sfruttare il suo sangue per creare altri Vilorchi e potenziare quelli già esistenti. I soli ed unici membri di quest'armata sono i Vilorchi ed i demoni con i quali lavorano. Il capo dell'Orda Demoniaca è Illidan, sebbene anche Kargath Manotagliente detenga un ruolo molto importante. Dopo la sconfitta di Illidan e Magtheridon tuttavia l'Orda Demoniaca è stata in parte sgominata. I clan costituenti dell'Orda Demoniaca sono i seguenti:
- Manomozza (il clan di Kargath, solo la parte rimasta a Draenor);
- Torvaluna;
- Tritaossa;
- Guerci Insanguinati (solo la parte corrotta);
- Fauci di Drago (solo la parte rimasta a Draenor);
- Teschio Ridente.

### L'Orda di Ferro
L'Orda di Ferro fu fondata quando Garrosh Malogrido, grazie al membro dello Stormo dei Draghi di Bronzo Kairozdormu, andò indietro di trentacinque anni in una linea temporale alternativa, dove salvò dalla Maledizione del Sangue gli Orchi di Draenor, e insieme a suo padre Grom che ne divenne il Capoguerra formò l'Orda di Ferro dall'unione dei vari clan e dai loro Signori della Guerra: Kargath, Manonera, Kilrogg, Ner'zhul, Fenris Cuordilupo, Azuka Lamafuriosa e la vecchia alleata di Garrosh Zaela. Garrosh portò l'ingegneria dell'Orda di Ferro ai livelli di quella della sua linea temporale, con lo scopo di utilizzare di nuovo il Portale Oscuro per invadere Azeroth, e tutti gli altri mondi. Durante la guerra per la conquista di Draenor, l'Orda di Ferro venne ostacolata dagli sforzi congiunti dell'Alleanza e dell'Orda, e sfruttando questa situazione Gul'dan riuscì a diventarne il nuovo Capoguerra, corrompendo con un sangue di Mannoroth più potente i restanti membri. Dopo aver espugnato la Cittadella di Fuoco Infernale e sconfitto l'Eredar Archimonde, il quale mandò Gul'dan su Azeroth, la guerra contro l'Orda di Ferro si concluse con la liberazione di Draenor. I clan costituenti dell'Orda di Ferro sono i seguenti:
- Cantaguerra, comandati da Grommash Malogrido;
- Manomozza, comandati da Kargath Manotagliente;
- Guerci Insanguinati, comandati da Kilrogg "Occhiotetro";
- Roccianera, comandati da Manonera;
- Torvaluna, comandati da Ner'zhul;
- Spaccatuono, comandati da Fenris Cuordilupo;
- Lame Ardenti, comandati da Azuka Lamafuriosa;
- Fauci di Drago, comandati da Zaela;